# Amphimedon (Genosse des Phineus)
Amphimedon (altgriechisch Ἀμφιμέδων Amphimédōn) ist eine Person der griechischen Mythologie.
Amphimedon stammt aus Libya und ist einer der Genossen des Phineus. Phineus war der Verlobte der Andromeda, die dem Seeungeheuer Ketos geopfert werden sollte. Der in Liebe entbrannte Perseus tötet jedoch das Ungeheuer und soll als Lohn Andromeda zur Frau bekommen. Während der Hochzeit kommt es zum Kampf zwischen Phineus und Perseus, bei dem Amphimedon sein Leben verliert.